# Raad van Negen (studenten)
De Raad van Negen was een overlegorgaan van het Nederlandse studentenverzet tijdens de Tweede Wereldoorlog.
De in maart 1942 opgerichte raad vertegenwoordigde de 15.000 studenten aan de negen steden van de Nederlandse universiteiten en technische hogescholen. Hij was zelfbenoemd, openbaarheid zou het leven van de leden in groot gevaar hebben gebracht. In 1940 kende Nederland de volgende instellingen voor wetenschappelijk onderwijs, twee universiteiten in Amsterdam en de universiteiten in Groningen, Leiden, Nijmegen en Utrecht. Er waren hogescholen in Delft, Wageningen, Rotterdam en Tilburg. Op de tentoonstelling over het studentenverzet “Heden geen college” uit 1990 in het oude gebouw van het Oorlogs- en Verzetsmuseum aan de Lekstraat in Amsterdam en vervolgens in de Koninklijke Bibliotheek in Den Haag staan de volgende namen te lezen op de plaquette over de Raad van Negen:
- Amsterdam: UvA: Arthur Meerwaldt (†1945), Kees Rübsaam, Jaques Begheijn; VU: Bas Knoppers.
- Delft: Willem Pahud de Mortanges (†1943), Ruud van Nordheim.
- Groningen: Hans van der Leeuw, George Takken, Jan Glastra van Loon, Denis Mesritz (†1945)
- Leiden: Han Gelder (†1944), At Schoon (†1945), Jan Mulders (†1944), Dolf Noordijk, Soeripno.
- Nijmegen: Charles Rutten, Jos van Hövell (†1945), Miel Custers.
- Rotterdam: Everhart [sic, m.z. Everhard] Koppius, Han Goudswaard.
- Tilburg: Tom Verdijk, Norbert Schmelzer, Piet Haanebrink (†1944).
- Utrecht: Albert Andrée Wiltens.
- Wageningen: Anton Vink, Bob Lagerwerff.

## Studentenstaking
In december 1942 eiste de bezetter dat een deel van de mannelijke studenten in Duitsland zou gaan werken (arbeidsinzet). De Raad van Negen kondigde een studentenstaking af, waarna de bezetter zijn eis introk. Dat kon alleen doordat de bezettingsautoriteiten vonden dat de Nederlandse universiteiten en hogescholen moesten blijven functioneren.

## Loyaliteitsverklaring
In april 1943 nam de bezetter maatregelen tegen de in de zomer van 1940 weer vrijgelaten militairen en de bijna 15.000 studenten in Nederland. De studenten moesten beloven dat ze zich zouden 'onthouden van iedere tegen het Duitse Rijk enzovoort gerichte handeling'. Deze belofte moest schriftelijk worden gedaan, door een 'loyaliteitsverklaring' te tekenen. Mannelijke studenten die niet tekenden, werden beschouwd als werkeloos en zouden 'dus' de arbeidsinzet in moeten.
De Raad van Negen vaardigde daarop een richtlijn uit. Die richtlijn hield in dat men niet mocht tekenen, wie wel tekende was een "deserteur". Op studenten die toch wilden tekenen werd door medestudenten ingepraat, tot ze waren 'omgekletst'. Binnen de zeer hechte studentencorpora was de druk op de (oud-)leden zeer hoog. De ouderejaars hielden de jongerejaars voor dat men beslist niet moest tekenen op straffe van vervolging door de interne rechtspraak van het Corps.
De corpora hadden zichzelf opgeheven omdat zij weigerden hun Joodse leden te royeren. Binnen de kring van studenten bleef men desondanks sterk met elkaar verbonden.
Uiteindelijk tekenden maar 200 studenten. De bezetter arresteerde vervolgens 3.500 weigeraars, die naar Duitsland zouden worden gestuurd. De overige weigeraars doken onder.
De spreekbuis van de Raad van Negen was het illegale blad De Geus. Dat blad was in oktober 1940 opgericht door twee Leidse studenten, de gebroeders Huib Drion en Jan Drion, in de eerste plaats om de in hun ogen 'walgelijke' Nederlandse Unie te bestrijden. Naast het verspreiden van De Geus hield de Raad van Negen zich verder bezig met het vervaardigen van valse papieren en het zoeken naar mogelijke onderduikadressen. 
Een bekend lid van de Raad was de latere minister van Buitenlandse Zaken drs. Norbert Schmelzer.
Samen met Everhard Koppius vormden de beide gebroeders Drion later de 'Raad van Drie', als bestuur van de Raad van Negen.